# Karamellpojkarna
Aktiebolaget Karamellpojkarna var ett svenskt godisföretag med fabrik i Alingsås och som tillverkade och marknadsförde bland annat karameller och klubbor. Företaget grundades 1952 av Sven Peterson, Bertil Bernersjö samt Herman Imhof och ägdes från 2007 fram till nedläggningen av Cloetta AB.
I början av 2012 meddelade Cloetta AB att man hade för avsikt att lägga ner Karamellpojkarna och dess fabrik vid årsskiftet, på grund av den övertalighet som uppstod efter att de gick ihop med konkurrenten Leaf.